# Ceratovacuna perglandulosa
Ceratovacuna perglandulosa är en insektsart. Ceratovacuna perglandulosa ingår i släktet Ceratovacuna och familjen långrörsbladlöss. Inga underarter finns listade i Catalogue of Life.